# ریچارد کین
ریچارد کین (انگلیسی: Richard Kane; ۱۶۶۲ – ۱۷۳۶ (۷۳−۷۴ سال)) فرد نظامی اهل پادشاهی ایرلند بود.